# Список глав государств в 1290 году
Список глав государств в 1289 году — 1290 год — Список глав государств в 1291 году — Список глав государств по годам

## Азия
- Айюбиды —
  - Аль-Музаффар Махмуд II, эмир Хамы[англ.] (1284 — 1300)
- Анатолийские бейлики —
  - Артукиды — Кара-Арслан ал-Музаффар, эмир Мардина (1260 — 1292)
  - Гермиян — Али Шир, бей (1286 — 1299)
  - Инанчогуллары — Али Бей, бей (1262 — 1305)
  - Ментеше — Ментеше, бей (1261 — 1295)
  - Османский бейлик — Осман I, бей (1281 — 1299)
  - Перванэ — Мехмед, бей (1277 — 1297)
  - Сахиб-Атаогуллары — Нусреддин Ахмед, бей (ок. 1289 — 1341)
  - Чобаногуллары — Музаффереддин Юлюк-Арслан, бей (1284 — 1291)
  - Эшрефиды — Сулейман бин Эшреф, бей (1280 — 1302)
- Грузинское царство — 
  - Вахтанг II, царь Восточной Грузии (1289 — 1292)
  - Давид VI Нарин, царь Западной Грузии (1246 — 1293)
  - Самцхе-Саатабаго — Бека I, атабег (1285 — 1306)
- Дайвьет — Чан Нян Тонг, император[англ.] (1278 — 1293)
- Иерусалимское королевство — Генрих II Кипрский, король (1285 — 1291)
- Индия —
  - Ахом — Субинпхаа, махараджа[англ.] (1281 — 1293)
  - Бенгальский султанат — Бугра-хан, султан (1287 — 1291)
  - Бхавнагар — Сежаки, раджа (1254 — 1309)
  - Вагела[англ.] — Сарангадева, раджа[англ.] (ок. 1275 — ок. 1297)
  - Восточные Ганги[англ.] — Нарасимха Дева II, царь[англ.] (1279 — 1306)
  - Делийский султанат — 
    - Кай-Кубад, султан (1287 — 1290)
    - Джалал ад-дин Фируз-шах II, султан (1290 — 1296)

  - Дунгарпур — Вирсинх Део, раджа (1278 — 1303)
  - Какатия — Рудрама, раджа (1262 — 1296)
  - Камата — Руп Нараян, махараджа (1285 — 1300)
  - Качари — Бхопал, царь (ок. 1286 — ок. 1316)
  - Кашмир (Лохара) — Симхадева, царь[англ.] (1286 — 1301)
  - Манипур — Моирамба, раджа[англ.] (1278 — 1302)
  - Марвар (Джодхпур) — Астан, раджа (1273 — 1292)
  - Мевар — Самар Сингх, раджа (1273 — 1302)
  - Пандья — Маараварман Куласекара Пандяьн I, раджа (1268 — 1310)
  - Парамара[англ.] — Бходжа II, махараджа[англ.] (ок. 1283 — 129?)
  - Сирохи — Виджай Рай, раджа (1250 — 1311)
  - Хойсала — 
    - Раманатха, махараджадхираджа (1253 — 1295)
    - Нарасимха III, махараджадхираджа (1253 — 1291)

  - Чандела — Хаммираварман, раджа (1289 — 1308)
  - Ядавы (Сеунадеша) — Рамачандра, махараджа (1271 — 1310)
- Индонезия —
  - Дармашрайя[англ.] — Трибхуванараджа Маули Вармадева, султан (1286 — 1347)
  - Пасай — Малик ас-Салех, султан (1267 — 1297)
  - Сингасари — Кертанегара, раджа (1268 — 1292)
  - Сунда — Гуру Дармасикса, махараджа (1175 — 1297)
  - Тернате — Комала Абу Саид (Сиале), султан (1284 — 1298)
- Иран —
  -  Баванди — Йездигерд, испахбад (1271 — 1300)
  -  Хазараспиды — Афрасиаб I, атабек (1288 — 1296)
- Йемен —
  -  Расулиды — Аль-Музаффар Юсуф I, эмир (1249 — 1295)
- Караманиды — Гюнери-бей, бейлербей (1286 — 1300)
- Картиды — Рукн уд-Дин, малик (1277 — 1295)
- Кедах — Махмуд Шах I, султан[англ.] (1280 — 1321)
- Киликийское царство — Хетум II, царь (1289 — 1293, 1295 — 1296, 1299 — 1301)
- Кипрское королевство — Генрих II, король (1285 — 1306, 1310 — 1324)
- Кхмерская империя (Камбуджадеша) — Джаяварман VIII, император (1243 — 1295)
- Конийский (Румский) султанат — 
  - Масуд II, султан (1283 — 1298)
  - Кей-Кубад III, султан (1283 — 1302)
- Корея (Корё)  — Чхуннёль, ван (1274 — 1308)
- Лемро — Мин Хти, царь[англ.] (1279 — 1373)
- Мальдивы — Юсуф I, султан (1288 — 1294)
- Михрабаниды[англ.] — Назир аль-Дин Мухаммад, малик[англ.] (1261 — 1318)
- Монгольская империя — 
  - Золотая Орда (Улус Джучи) — Тула-Буга, хан (1287 — 1291)
  - Китай (Империя Юань) — Хубилай, император (1271 — 1294)
  - Хулагуиды — Аргун, ильхан (1284 — 1291)
  - Чагатайский улус — Дува, хан (1282 — 1307)
- Мяньчжун — Чосва, царь (1289 — 1298)
- Рюкю — Эйсо, ван (1260 — 1299)
- Сукхотаи (Сиам) — Рамакхамхаенг Великий, король (1279 — 1298)
- Трапезундская империя — Иоанн II, император (1280 — 1284, 1285 — 1297)
- Тямпа — Джайя Симхаварман III, царь (1288 — 1307)
- Хантавади — Вареру, царь[англ.] (1287 — 1307)
- Ширван — Ахситан III, ширваншах (1282 — 1294)
- Шри Ланка — 
  - Джафна — Кулотунга, царь[англ.] (1284 — 1292)
- Япония — 
  - Фусими, император (1287 — 1298)
  - Хисаакира-синно, сёгун (1289 — 1308)

## Америка
- Куско — 
  - Льоке Юпанки, сапа инка (1260 — 1290)
  - Майта Капак, сапа инка (1290 — 1320)

## Африка
- Абдальвадиды (Зайяниды) — Абу Сайд Утман I, султан (1283 — 1303)
- Бенинское царство — Эдони, оба[англ.] (1287 — 1292)
- Вогодого — Уэдраого, нааба (ок. 1273 — ок. 1293)
- Египет (Мамлюкский султанат) — 
  - Калаун аль-Мансур, султан (1279 — 1290)
  - Халил аль-Ашраф, султан (1290 — 1293)
- Йифат — Али бен Умар, халиф (ок. 1285 — ок. 1304)
- Канем — Бири II ибн Дунама, маи (1288 — 1307)
- Кано[англ.] — 
  - Гугува, король[англ.] (1247 — 1290)
  - Шекарау, король[англ.] (1290 — 1307)
- Килва — Аль-Хасан иль Талут, султан (1277 — 1294)
- Макурия — Самамун, царь (1286 — 1293)
- Мали — Сакура, манса (1285 — 1300)
- Мариниды — Абу Якуб Юсуф, султан (1286 — 1307)
- Нри[англ.] — Омало, эзе[англ.] (1260 — 1299)
- Хафсиды — Абу Хафс Умар I, халиф (1284 — 1295)
- Эфиопия — Сэломон I, император (1285 — 1294)

## Европа
- Англия — Эдуард I, король (1272 — 1307)
- Афинское герцогство — Ги II де Ла Рош, герцог (1287 — 1308)
- Ахейское княжество — Изабелла де Виллардуэн, княгиня (1289 — 1307)
- Болгарское царство — Георгий I Тертер, царь (1280 — 1292)
- Босния —
  - Приезда II, бан (1287 — 1290)
  - Степан Котроман, бан (1287 — 1314)
- Венгрия —
  - Ласло IV Кун, король (1272 — 1290)
  - Андраш III, король (1290 — 1301)
- Византийская империя — Андроник II Палеолог, император (1282 — 1328)
- Дания — Эрик VI Менвед, король (1286 — 1319)
- Ирландия —
  - Десмонд — Домналл Руад Маккарти, король (1262 — 1302)
  - Коннахт — Магнус О Конхобар, король (1288 — 1293)
  - Тир Эогайн —
    - Ниалл Кулан мак Домнайлл Ог, король (1261 — 1263, 1286 — 1290)
    - Домналл мак Бриан О’Нейлл, король (1283 — 1286, 1290 — 1291, 1295 — 1325)

  - Томонд — Тойрделбах мак Тадг O’Брайен, король (1284 — 1306)
- Испания —
  - Ампурьяс — Понс V, граф (1277 — 1313)
  - Арагон — Альфонсо III, король (1285 — 1291)
  - Гранадский эмират — Мухаммад II аль-Факих, эмир (1273 — 1302)
  - Кастилия и Леон — Санчо IV Храбрый, король (1284 — 1295)
  - Мальорка — Хайме II, король (1276 — 1311)
  - Наварра — Жанна I, королева (1274 — 1305)
  - Пальярс Верхний — Рамон Роже I, граф (1288 — ок. 1295)
  - Прованс — Карл II Анжуйский, граф (1285 — 1309)
  - Урхель — Эрменгол X, граф (1267 — 1314)
- Италия —
  - Венецианская республика — Пьетро Градениго, дож (1289 — 1311)
  - Мантуя — Пинамонте Бонакольси, народный капитан и сеньор (1274 — 1291)
  - Милан — Маттео I Висконти, синьор (1287 — 1322)
  - Монферрат — Вильгельм VII Великий, маркграф (1253 — 1292)
  - Салуццо — Томмазо I, маркграф (1244 — 1296)
  - Неаполитанское королевство — Карл II Анжуйский, король (1285 — 1309)
  - Сицилийское королевство — Хайме I, король (1285 — 1296)
  - Феррара — Обиццо II д’Эсте, маркиз (1264 — 1293)
- Литовское княжество — Будикид, великий князь (1285 — 1291)
- Наксосское герцогство — Марко II Санудо, герцог (1262 — 1303)
- Норвегия — Эйрик II Магнуссон, король (1280 — 1299)
- Островов королевство — Ангус Мор, король Островов и Кинтайра (ок. 1250 — 1295)
- Папская область — Николай IV, папа римский (1288 — 1292)
- Польша —
  - Краковское княжество —
    - Генрих IV Пробус, князь (1288 — 1290)
    - Пшемысл II, князь (1290 — 1295)

  - Великопольское княжество — Пшемысл II, князь (1279 — 1296)
  - Добжинское княжество — Земовит Добжинский, князь (1288 — 1293, 1295 — 1303, 1305 — 1312)
  - Иновроцлавское княжество —
    - Лешек Иновроцлавский, князь (1287 — ок. 1320)
    - Пшемысл Иновроцлавский, князь (1287 — 1327)
    - Казимир III Гневковский, князь (1287 — 1314)

  - Куявское княжество — Владислав I Локетек, князь (1267 — 1300, 1305 — 1332)
  - Ленчицкое княжество — Казимир II Ленчицкий, князь[пол.] (1288 — 1294)
  - Мазовецкое княжество — Болеслав II Плоцкий, князь[англ.] (1262 — 1313)
  - Сандомирское княжество — Владислав I Локетек, князь (1289 — 1292, 1304 — 1320)
  - Серадзское княжество — Владислав I Локетек, князь (1288 — 1299)
  - Силезское княжество —
    - Бытомское княжество — Казимир II Бытомский, князь (1284 — 1312)
    - Вроцлавское княжество —
      - Генрих IV Пробус, князь (1266 — 1290)
      - Генрих V Брюхатый, князь (1290 — 1296)

    - Глогувское княжество — Генрих III Глоговский, князь (1274 — 1309)
    - Легницкое княжество — Генрих V Брюхатый, князь (1278 — 1296)
    - Львувекское княжество — Болеслав I Суровый, князь[англ.] (1286 — 1301)
    - Опольское княжество — Болеслав I Опольский, князь (1281/1282 — 1313)
    - Ратиборское княжество —
      - Мешко I Цешинский, князь (1281/1282 — 1290)
      - Пшемыслав Рацибужский, князь (1281/1282 — 1306)

    - Саганское (Жаганьское) княжество — Конрад II Горбатый, князь (1284 — 1304)
    - Сцинавское княжество —
      - Генрих IV Пробус, князь[пол.] (1289 — 1290)
      - в 1290 году вошло в состав Вроцлавского княжества

    - Тешинское (Цешинское) княжество — Мешко I Цешинский, князь (1290 — 1315)
    - Яворское княжество — Болеслав I Суровый, князь[англ.] (1278 — 1301)

  - Черское княжество — Конрад II Черский, князь[англ.] (1275 — 1294)
- Померелия (Поморье) — Мстивой II, князь (1279 — 1294)
- Португалия — Диниш I, король (1279 — 1325)
- Русские княжества —
  -  Владимиро-Суздальское княжество — Дмитрий Александрович, великий князь Владимирский (1276 — 1281, 1283 — 1294)
    -  Белозерское княжество — Михаил Глебович, князь (1278 — 1279, 1286 — 1293)
    -  Галич-Мерское княжество — Василий Константинович, князь (1280 — 1310)
    -  Городецкое княжество — Андрей Александрович, князь (1263 — 1304)
    -  Костромское княжество — Андрей Александрович, князь (1276 — 1293, 1296 — 1304)
    -  Московское княжество — Даниил Александрович, князь (1263 — 1303)
    -  Переяславль-Залесское княжество — Дмитрий Александрович, князь (1263 — 1293, 1294)
    -  Ростовское княжество — Дмитрий Борисович, князь (1278 — 1286, 1288 — 1294)
    -  Стародубское княжество — Иван Михайлович Калистрат, князь (1281 — 1315)
    -  Суздальское княжество — Михаил Андреевич, князь (1279 — 1305)
    -  Тверское княжество — Михаил Ярославич, князь (ок. 1282 — 1318)
    -  Углицкое княжество — Константин Борисович, князь (1288 — 1294)
    -  Ярославское княжество — Анастасия Васильевна, княгиня (1257 — 1294)

  -  Брянское (Черниговское) княжество — Михаил Романович, князь (ок. 1289 — ок. 1307)
  -  Витебское княжество — Василько Брячиславич, князь (ок. 1280 — 1297)
  -  Галицко-Волынское княжество — Лев Данилович, князь (1264 — 1301)
    -  Волынское княжество — Мстислав Данилович, князь (1288 — ок. 1292)
    -  Луцкое княжество — Мстислав Данилович, князь (1264 — ок. 1292)

  -  Киевское княжество — Лев Данилович, великий князь Киевский (1272 — 1301)
  -  Новгородское княжество — Дмитрий Александрович, князь (1259 — 1264, 1272 — 1273, 1276 — 1281, 1285 — 1292)
  -  Псковское княжество — Довмонт (Тимофей), князь (1266 — 1299)
  -  Рязанское княжество — Фёдор Романович, князь (1270 — 1294)
  -  Смоленское княжество — Фёдор Ростиславич Чёрный, князь (1279 — 1297)
- Священная Римская империя — Рудольф I, король Германии (1273 — 1291)
  - Австрия — Альбрехт I, герцог (1282 — 1308)
  - Ангальт —
    - Ангальт-Ашерслебен — Оттон I, князь (1266 — 1304)
    - Ангальт-Бернбург —
      - Иоганн I, князь (1287 — 1291)
      - Бернхард II, князь (1287 — 1323)

    - Ангальт-Цербст — Зигфрид I, князькнязь (1252 — 1298)

  - Бавария —
    - Верхняя Бавария — Людвиг II Строгий, герцог (1255 — 1294)
    - Нижняя Бавария —
      - Генрих XIII, герцог (1255 — 1290)
      - Оттон III, герцог (1290 — 1312)
      - Людвиг III, герцог (1290 — 1296)
      - Стефан I, герцог (1290 — 1310)

  - Баден —
    - Герман VII, маркграф (1288 — 1291)
    - Рудольф II, маркграф (1288 — 1295)
    - Рудольф III, маркграф (1288 — 1332)
    - Гессо, маркграф (1288 — 1297)

  - Баден-Хахберг —
    - Генрих II, маркграф (1231 — 1290)
    - Генрих III, маркграф (1290 — 1330)

  - Бар — Тибо II, граф (1239 — 1291)
  - Берг — Адольф VII, граф (1259 — 1296)
  - Брабант и Лимбург — Жан I, герцог (1288 — 1294)
  - Бранденбург —
    - Бранденбург-Зальцведель —
      - Оттон V, маркграф (1267 — 1298)
      - Альбрехт III, маркграф (1267 — 1300)

    - Бранденбург-Штендаль —
      - Оттон IV, маркграф (1267 — 1308/1309)
      - Конрад I, маркграф (1267 — 1304)

  - Брауншвейг —
    - Брауншвейг-Вольфенбюттель —
      - Генрих I, герцог (1279 — 1291)
      - Альбрехт II Толстый, герцог (1279 — 1291)
      - Вильгельм I, герцог (1279 — 1291)

    - Брауншвейг-Люнебург — Оттон II Сильный, герцог (1277 — 1330)

  - Бургундия (графство) — Оттон IV, пфальцграф (1279 — 1295)
  - Вальдек — Отто I, граф (1271 — 1305)
  - Веймар-Орламюнде[нем.] —
    - Веймар[нем.] —
      - Герман V, граф (1285 — 1319)
      - Оттон IV, граф (1285 — 1318)

    - Орламюнде[нем.] —
      - Генрих III, граф (1283 — 1344)
      - Герман V, граф (1283 — ок. 1312)

  - Вестфалия — Зигфрид фон Вестербург, герцог (курфюрст Кельнский) (1275 — 1297)
  - Вюртемберг — Эберхард I Светлый, граф (1279 — 1325)
  - Гелдерн — Рейнальд I, граф (1271 — 1318)
  - Гессен — Генрих I, ландграф (1275 — 1308)
  - Голландия — Флорис V, граф (1256 — 1296)
  - Гольштейн —
    - Гольштейн-Итцехоэ[англ.] — Герхард I, граф (1261 — 1290)
    - Гольштейн-Киль[англ.] — Иоанн II, граф (1263 — 1316)
    - Гольштейн-Пиннеберг — Адольф VI, граф (1290 — 1315)
    - Гольштейн-Плён[англ.] — Герхард II Слепой, граф (1290 — 1312)
    - Гольштейн-Рендсбург[англ.] — Генрих I, граф (1290 — 1304)
    - Гольштейн-Сегеберг[англ.] — Адольф V, граф (1273 — 1308)

  - Каринтия — Мейнхард II, герцог (1286 — 1295)
  - Клеве — Дитрих VII, граф (1275 — 1305)
  - Лотарингия — Ферри II, герцог (1251 — 1302)
  - Лужицкая (Саксонская Восточная) марка —
    - Фридрих Тута, маркграф (1288 — 1291)
    - Дитрих IV (Дицман), маркграф (1288 — 1303)

  - Люксембург — Генрих VII, граф (1288 — 1313)
  - Марк — Эберхард I, граф (1277 — 1308)
  - Мейсенская марка — Альбрехт II, маркграф (1288 — 1291)
  - Мекленбург — Генрих I Пилигрим, князь (1264 — 1302)
    - Мекленбург-Верле — Николай II, князь (1283 — 1316)
    - Мекленбург-Гюстров — Генрих I, князь (1283 — 1291)
    - Мекленбург-Росток — Николай I, князь (1282 — 1312)

  - Монбельяр — Рено Бургундский, граф (1283 — 1322)
  - Намюр — Ги де Дампьер, маркграф (1264 — 1298)
  - Нассау —
    - Нассау-Вейльбург — Адольф, граф (1276 — 1298)
    -  Нассау-Зиген-Дилленбург —
      - Отто I, граф (1255 — 1290)
      - Генрих II, граф (1290 — 1303)
      - Эмих, граф (1290 — 1303)
      - Иоганн, граф (1290 — 1303)

  - Ольденбург — Иоганн II, граф (1285 — 1315)
  - Померания — Богуслав IV, герцог (1278 — 1295)
  - Рейнский Пфальц — Людвиг II Строгий, пфальцграф (1253 — 1294)
  - Саарбрюккен — Симон IV, граф (1274 — 1308)
  - Савойя — Амадей V, граф (1285 — 1323)
  - Саксония —
    - Альбрехт II, герцог (1260 — 1296)
    - Иоганн II, герцог (1282 — 1296)
    - Эрик I, герцог (1282 — 1296)
    - Альбрехт III, герцог (1282 — 1296)

  - Тироль — Мейнхард II, граф (1258 — 1295)
  - Трирское курфюршество — Боэмонд I фон Варнесберг, курфюрст (1286 — 1299)
  - Тюрингия — Альбрехт II Негодный, ландграф (1265 — 1294)
  - Чехия — Вацлав II, король (1278 — 1305)
  - Шверин —
    - Шверин-Виттенбург — Николай I, граф (1274 — 1323)
    - Шверин-Шверин — Гельмонд III, граф (1274 — 1295)

  - Эно (Геннегау) — Иоганн I, граф (1280 — 1304)
  - Юлих — Вальрам, граф (1278 — 1297)
- Сербия — Стефан Урош II Милутин, король (1282 — 1321)
- Тевтонский орден —
  - Бурхард фон Шванден, великий магистр (1282 — 1290)
  - Конрад фон Фейхтванген, великий магистр (1290 — 1296)
  - Ливонский орден —
    - Конрад фон Хаттштейн, ландмейстер (1288 — 1290)
    - Бальтазар Хольте, ландмейстер (1290 — 1293)
- Франция — Филипп IV Красивый, король (1285 — 1314)
  - Ангулем — Гуго IV, граф (1270 — 1303)
  - Арманьяк — Бернар VI, граф (1285 — 1319)
  - Артуа — Роберт II Благородный, граф (1250 — 1302)
  - Блуа — Жанна де Шатильон, графиня (1279 — 1291)
  - Бретань — Жан II, герцог (1286 — 1305)
  - Бургундия (герцогство) — Роберт II, герцог (1272 — 1306)
  - Невер — Людовик I, граф (1280 — 1322)
  - Овернь и Булонь — Роберт VI, граф (1280 — 1314)
  - Фландрия — Ги де Дампьер, граф (1278 — 1305)
  - Фуа — Роже Бернар III, граф (1265 — 1302)
  - Шампань — Жанна I, графиня (1274 — 1305)
- Швеция —
  - Магнус I Ладулос, король (1275 — 1290)
  - Биргер Магнуссон, король (1290 — 1318)
- Шотландия — Маргарет Норвежская Дева, королева (1286 — 1290)
- Эпирское царство — Никифор I Комнин Дука, царь (1266/1268 — 1297)

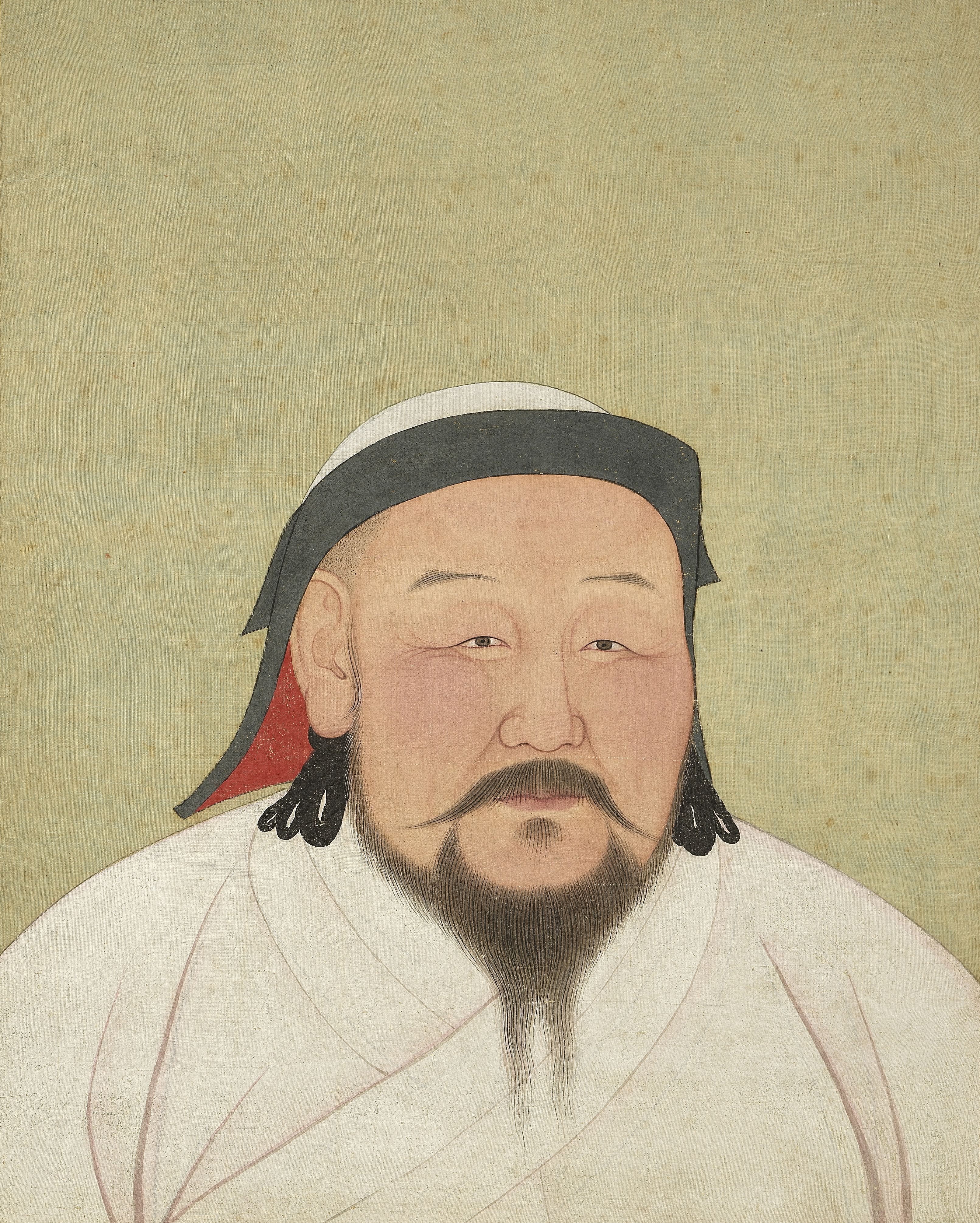
Хубилай 1271-1294 Император Юань
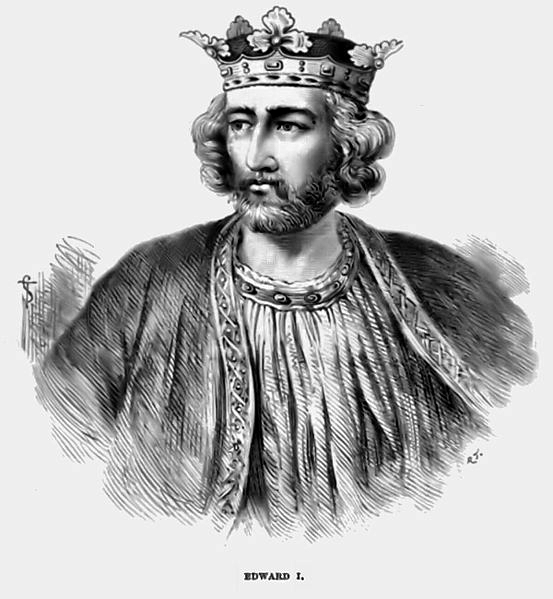
Эдуард I 1272-1307 Король Англии
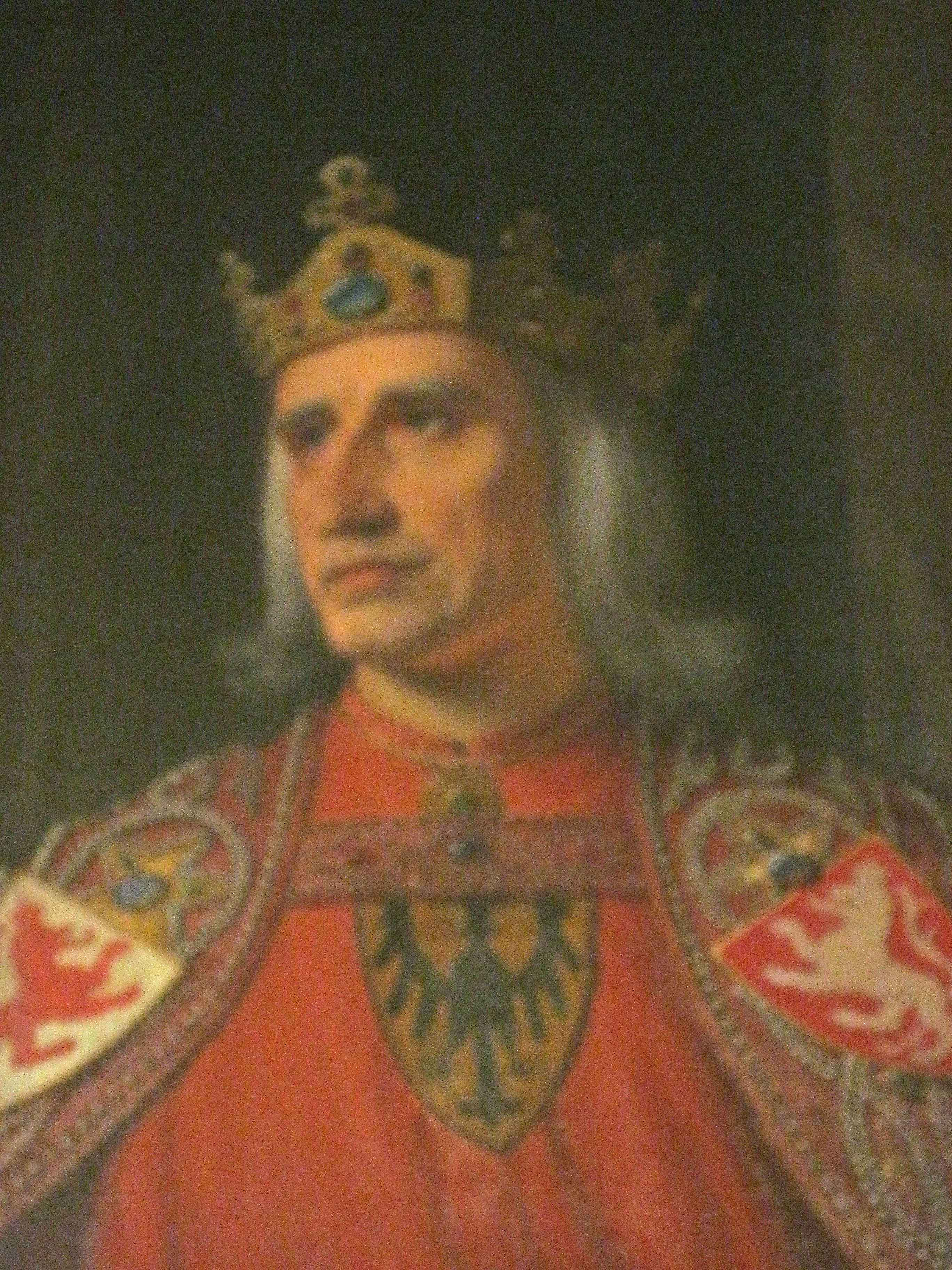
Рудольф I 1272-1291 Король Германии
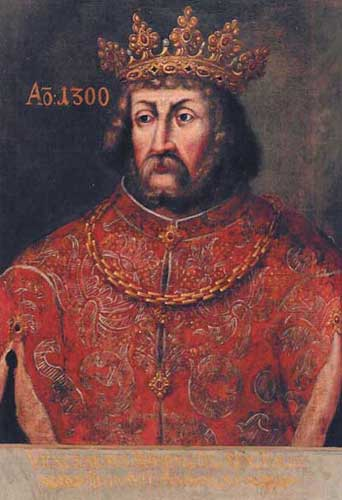
Вацлав II 1278-1305 Король Чехии
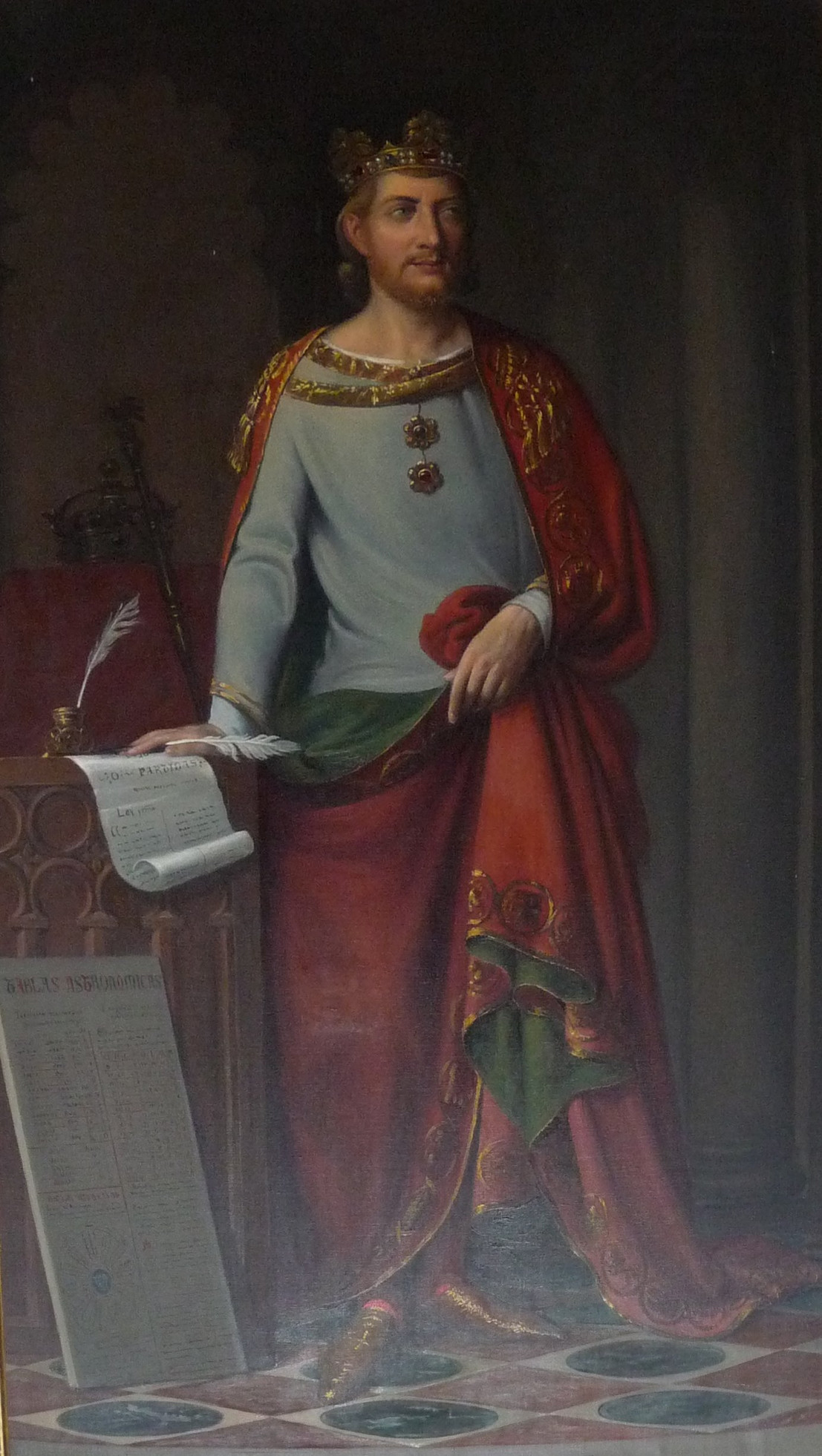
Санчо IV Храбрый 1284-1295 Король Кастилии и Леона
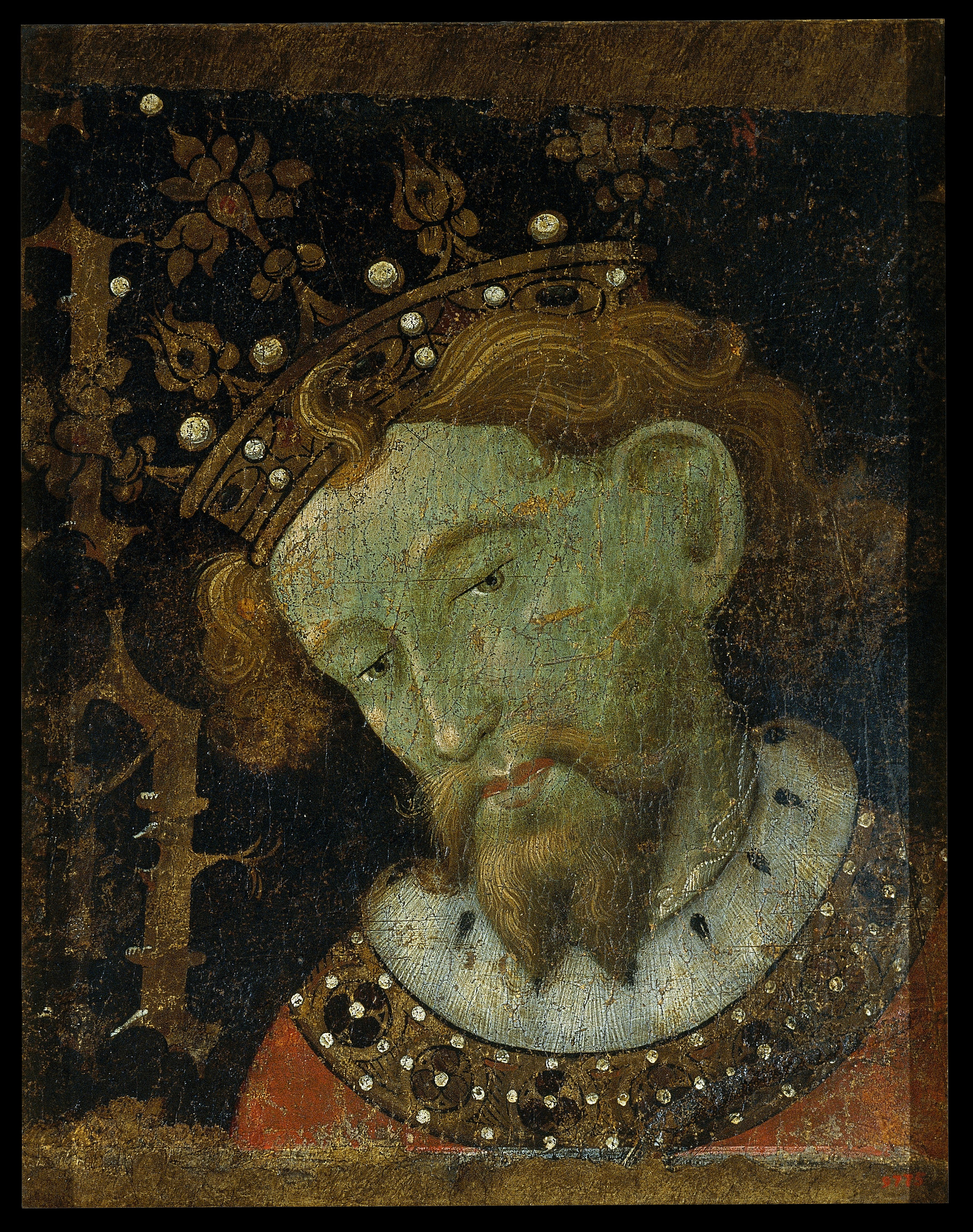
Альфонсо III 1285-1291 Король Арагона
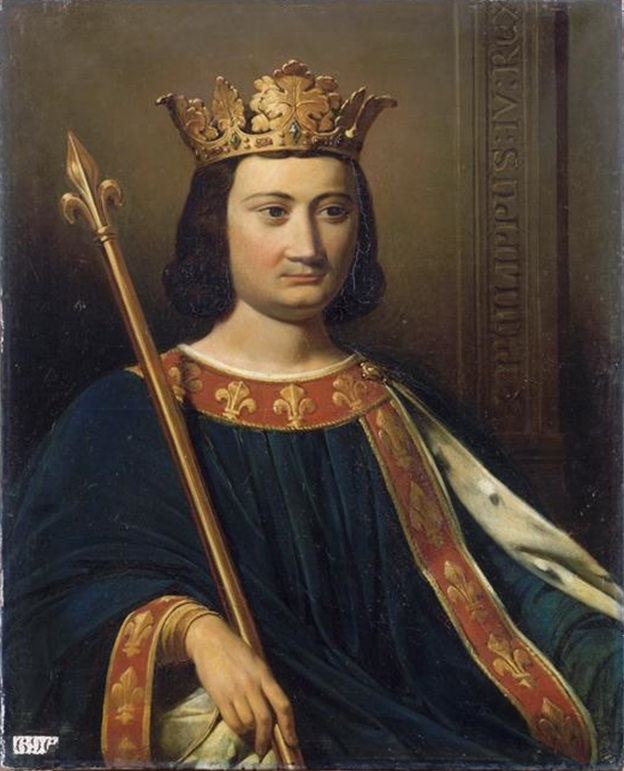
Филипп IV Красивый 1285-1314 Король Франции
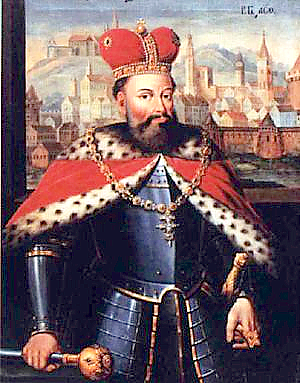
Лев Данилович 1264-1301 Князь Галицкий
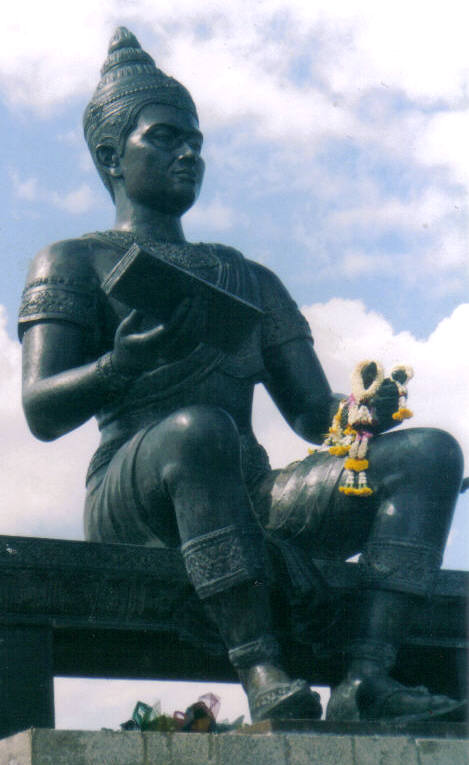
Рамакхамхаенг Великий 1279-1298 Король Сукхотаи
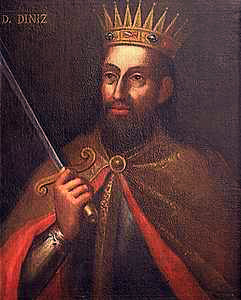
Диниш I 1279-1325 Король Португалии
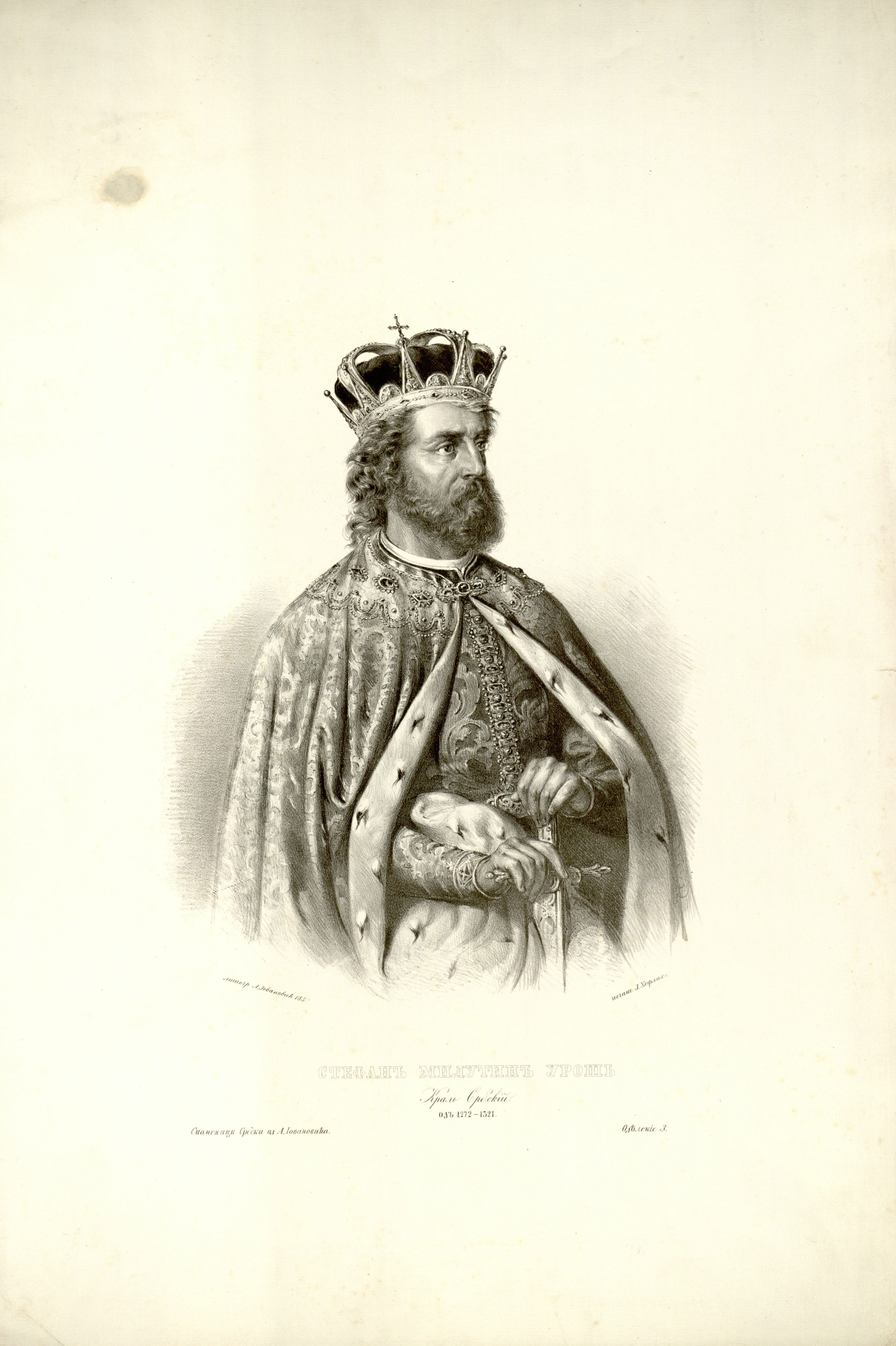
Стефан Урош II Милутин 1282-1321 Король Сербии
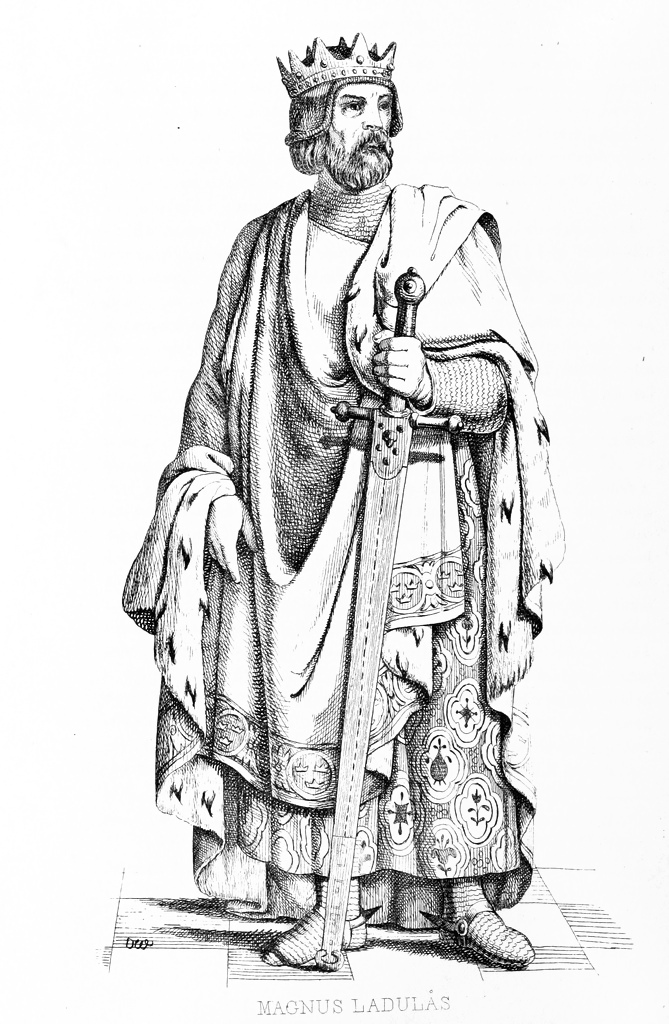
Магнус I Ладулос 1275—1290 Король Швеции
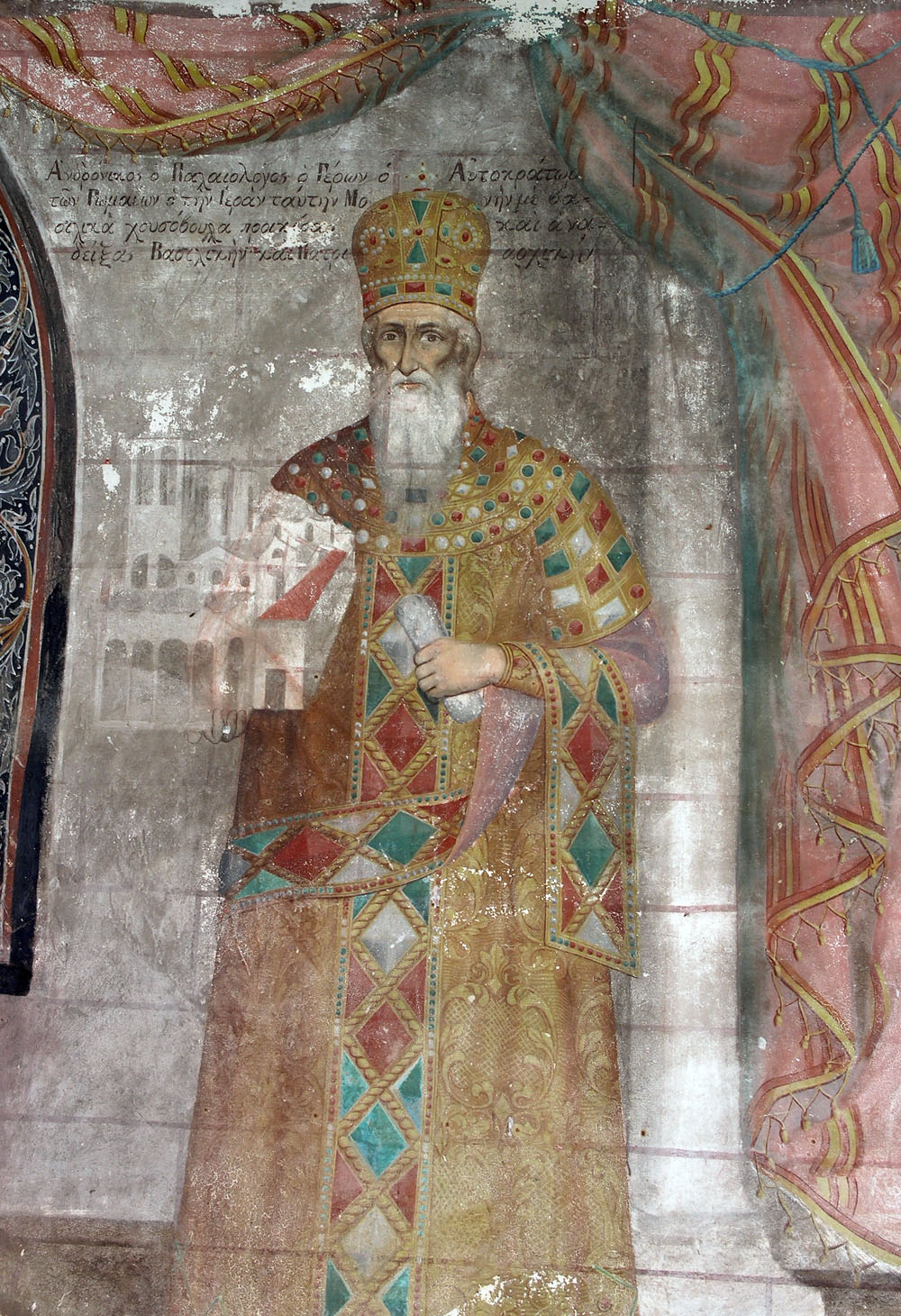
Андроник II 1282-1328 Император Византии
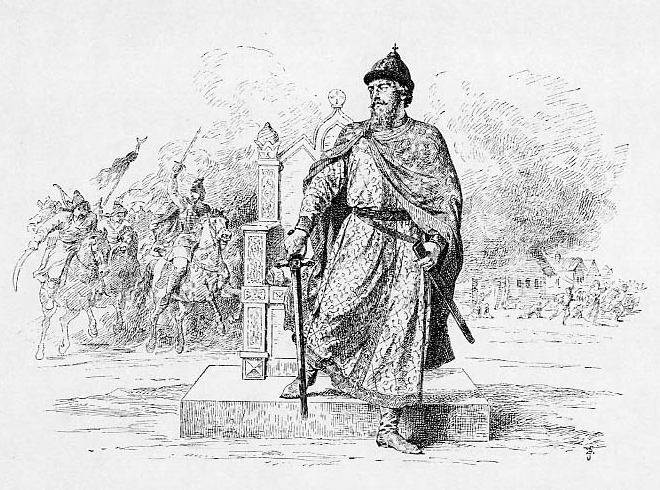
Дмитрий Александрович 1276-1281, 1283-1294 Великий князь Владимирский
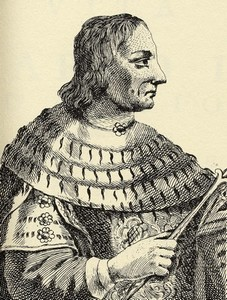
Карл II Анжуйский 1285-1309 Король Неаполя
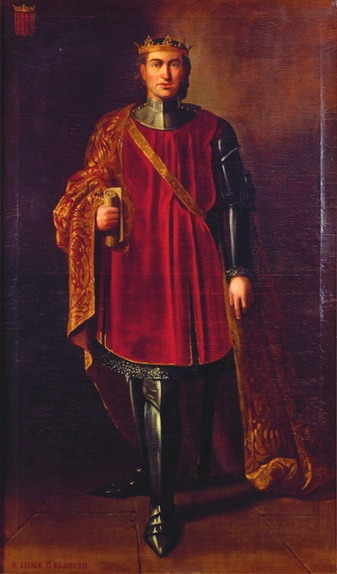
Хайме 1285-1296 Король Сицилии
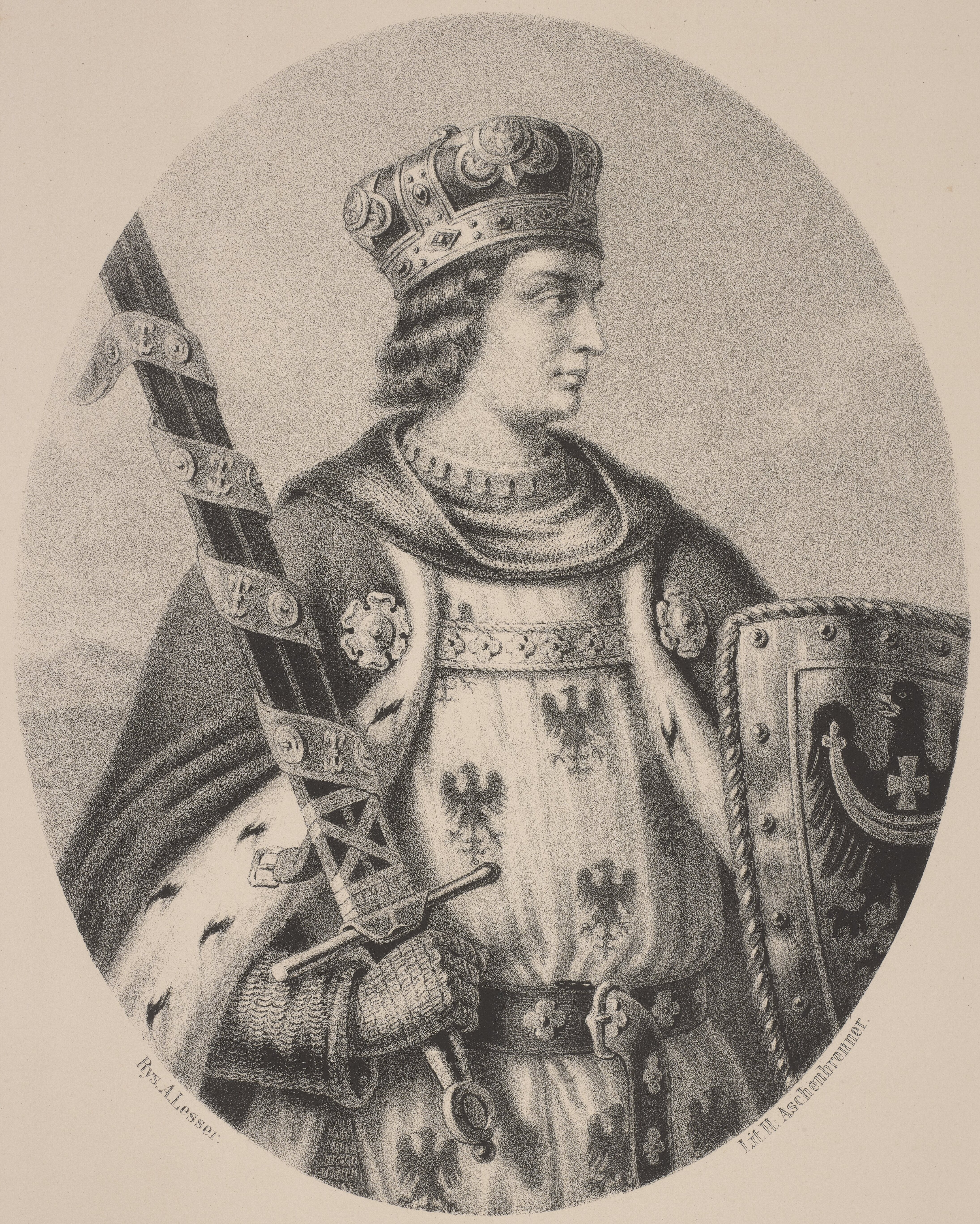
Генрих IV Пробус 1288-1290 Князь Краковский
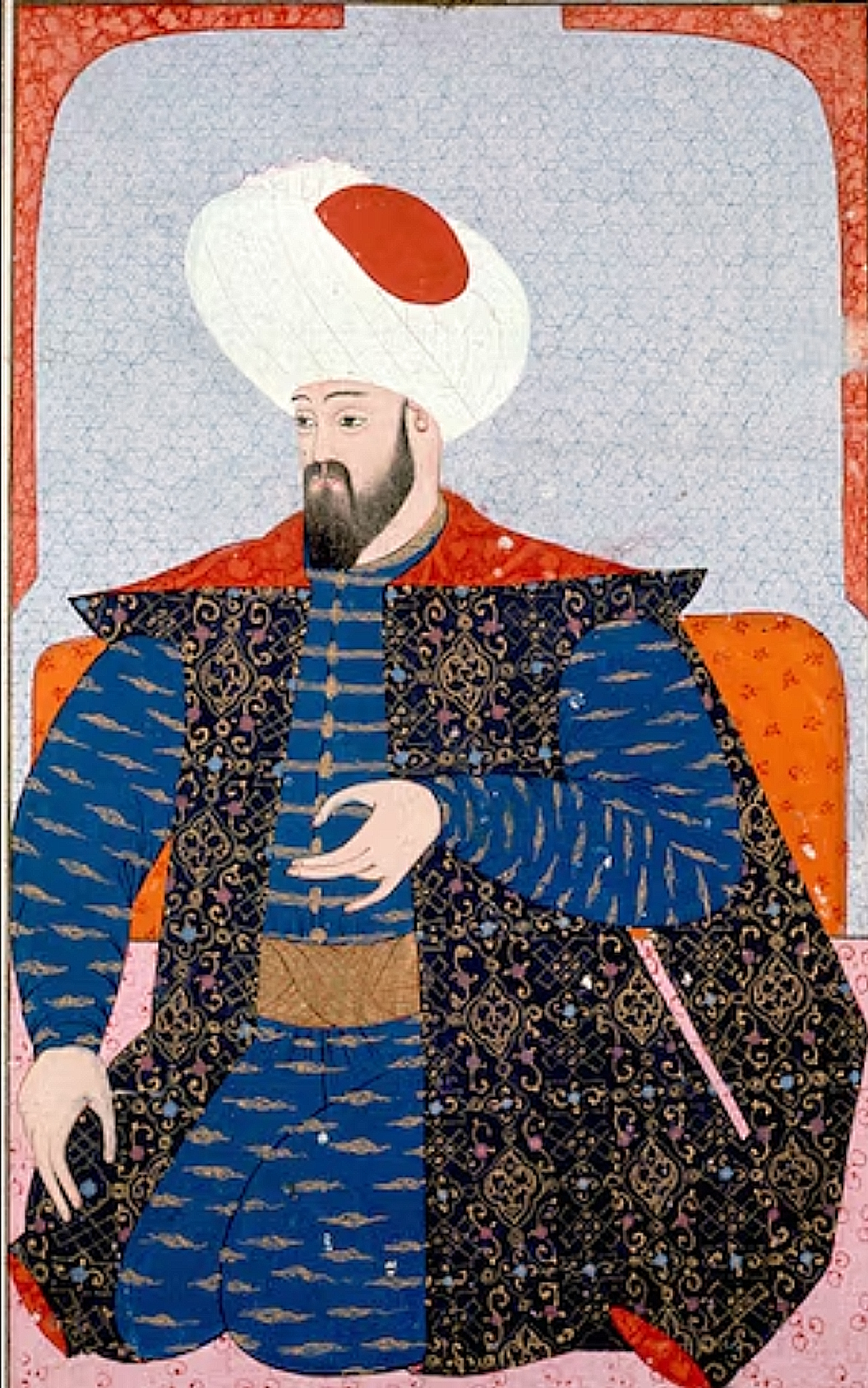
Осман I 1281-1299 Бей османов
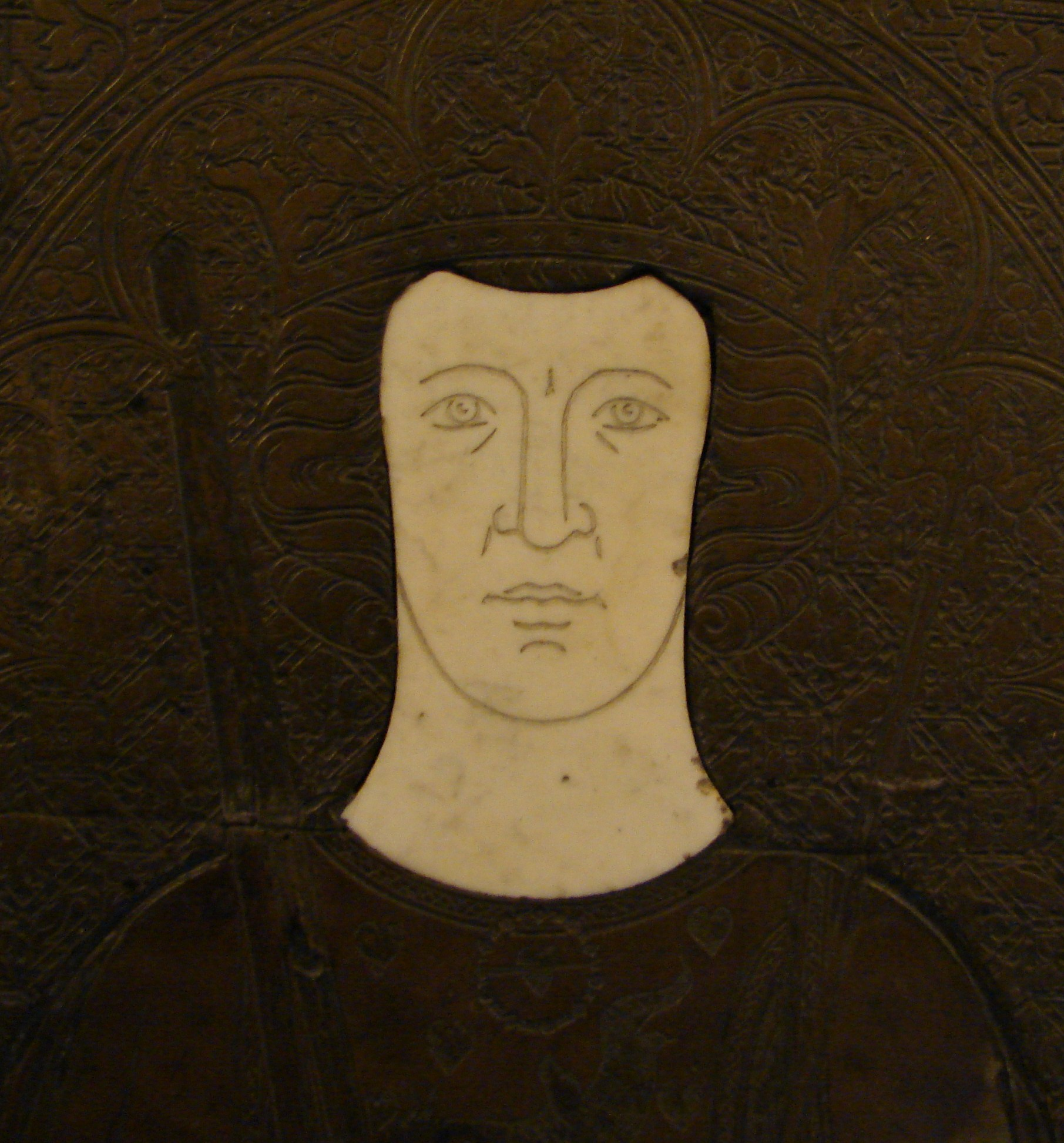
Эрик VI 1286-1319 Король Дании
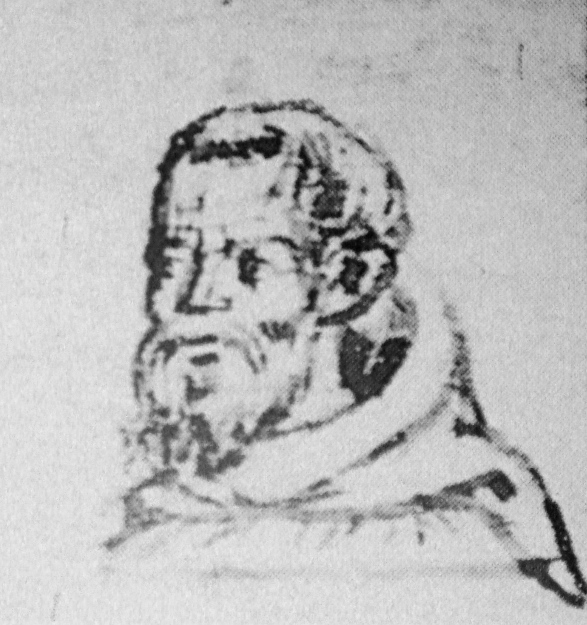
Хетум II 1289-1293, 1295-1296, 1299-1301 Царь Киликии
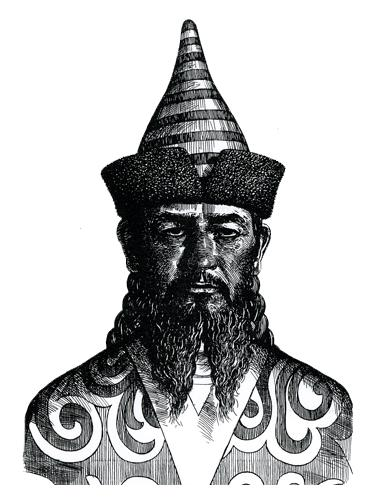
Ласло IV Кун 1272-1290 Король Венгрии
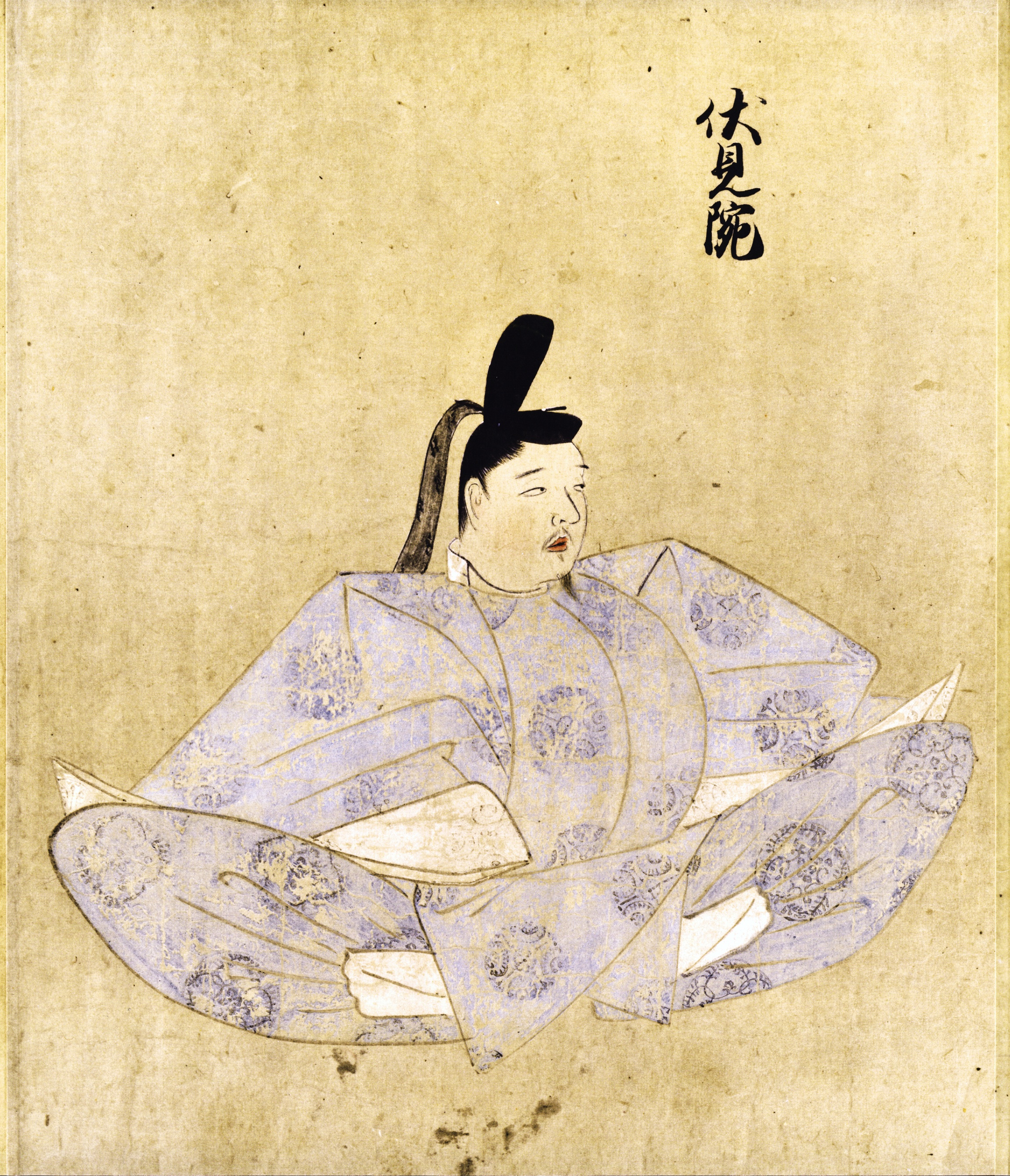
Фусими 1287-1298 Император Японии
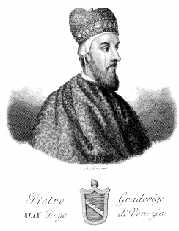
Пьетро Градениго 1289-1311 Дож Венеции
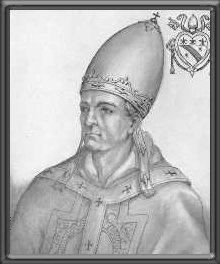
Николай IV 1288-1294 Папа Римский